# Erocha serpentinum
Erocha serpentinum là một loài bướm đêm trong họ Noctuidae.